# 본명
본명(本名)은 가명 등이 아닌 자신의 본래 이름을 말한다. 하지만 태어날 때 부모님이 지어준 이름을 그대로 쓰는 경우가 있고, 나중에 자신의 이름을 개명(改名)하는 사람도 있어 본명의 기준은, 그리 쾌히 명확하지는 않다.
참고로 불교(佛敎)에서는, 속세를 벗고 출가로써 입산하여 수도한 승려(僧侶)의 본명(本名)을, 속명(俗名)이라 한다.

## 같이 보기
- 인명